# Rémy Julienne
Rémy Julienne (Cepoy, 17 aprile 1930 – Montargis, 21 gennaio 2021) è stato uno stuntman francese, con una carriera di oltre 1.400 produzioni delle quali più di 400 cinematografiche, televisive e pubblicitarie.

## Biografia
Rémy Julienne nacque da Paul Julienne e Lucienne Pavas, tenutari di un Café-bistrot a Cepoy di Montargis. Frequentò le scuole primarie a Cepoy, poi a Gien.

### Sport
Iniziò a guidare le prime moto a 12 anni, su una Peugeot 100 cc. Giovanissimo campione nazionale francese di motocross nel 1957, nella categoria 500 cm3, partecipò alla coppa di Francia nel 1960 e 1962. Venne selezionato per la Nazionale francese. Nel 1982 vinse la 24 Heures motonautiques de Rouen, e nel 1983 la Star Racing Team, oltre che la Speedy Stars Challenge nel 1997.

### Acrobatismo

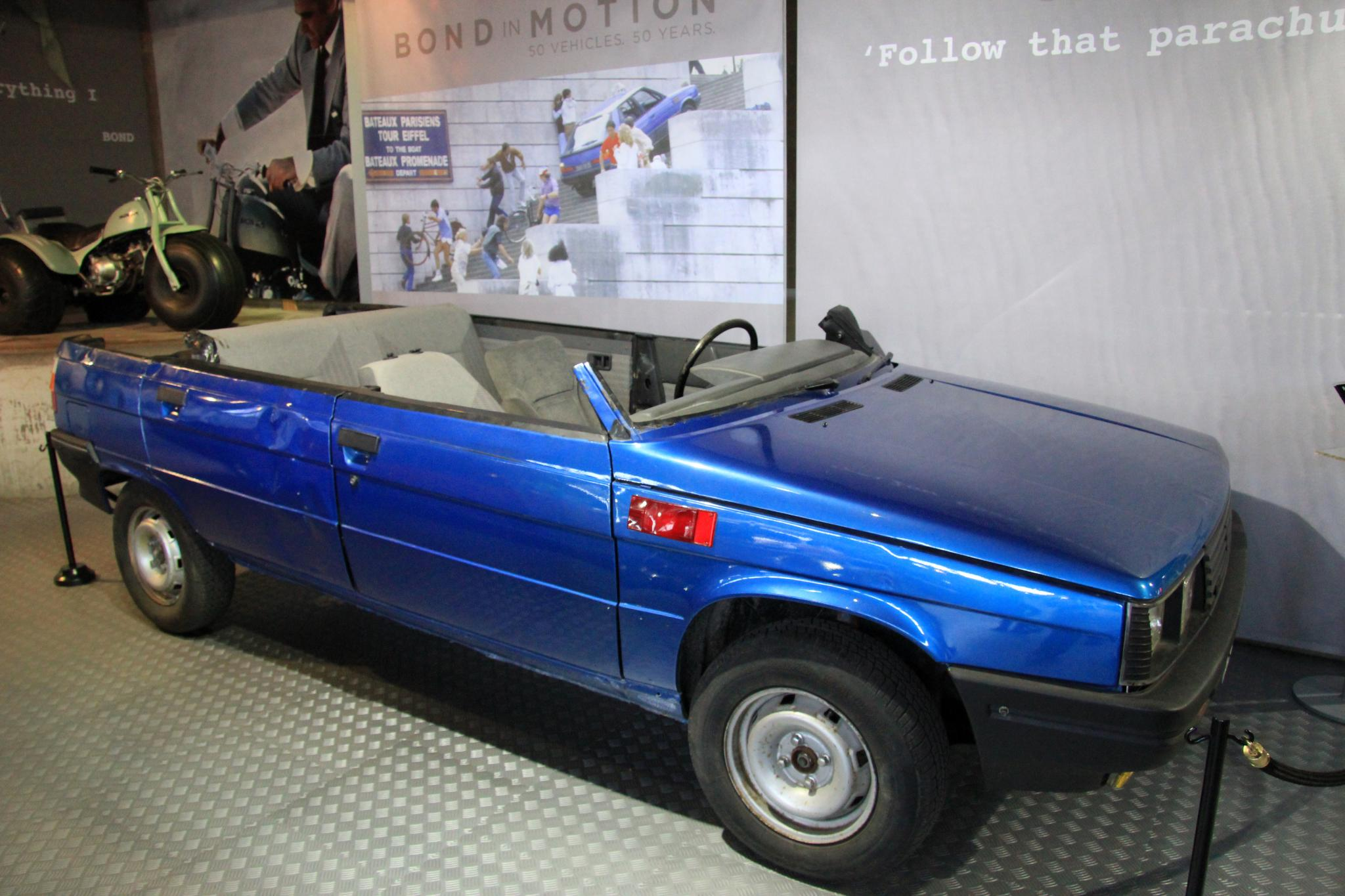
La Renault 11 "décapitée" per James Bond 007 - Bersaglio mobile con Roger Moore

Nel 1964 Julienne debuttò nel mondo del cinema come cascatore nel film Fantomas 70, ingaggiato da Gil Delamare. Fu l'inizio di una carriera da stuntman in centinaia di film in tutto il mondo: lavorò spesso anche in Italia, curando gli inseguimenti di molti dei polizieschi italiani di successo degli anni settanta.
Negli anni sessanta e settanta girò diversi spot pubblicitari per la Fiat (Cinefiat), esibendosi a bordo di Fiat 124, Fiat 126, Fiat 127, Fiat 128 e Fiat 131. Oltre alla Fiat, Julienne effettuò molte acrobazie con vetture Citroën e Renault.
Si ritirò dall'attività nel 2010, alla soglia degli 80 anni.

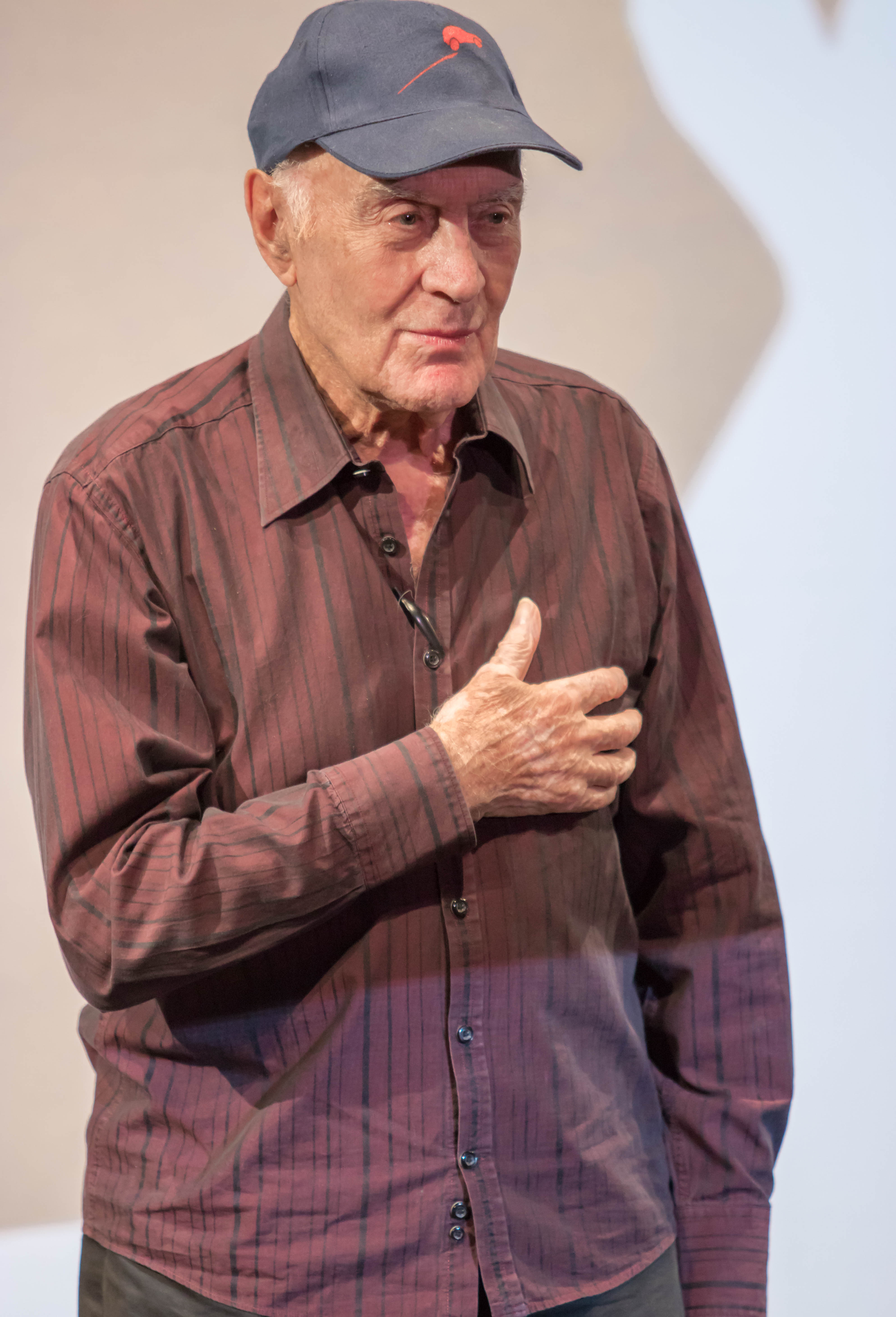
Rémy Julienne il 28 settembre 2018

### Morte
L'11 gennaio 2021 Jean-Pierre Door annunciò il ricovero in rianimazione di Rémy Julienne causa il manifestarsi di COVID-19. Morì il 21 gennaio 2021 al Centre Hospitalier de l'Agglomération Montargis (CHAM) di Amilly all'età di 90 anni. È sepolto presso il cimitero comunale di Cepoy nella tomba di famiglia.

## Vita privata
Il 30 gennaio 1956 sposò Antoinette Pedrocchi, dalla quale ebbe due figli, Michel e Dominique.

## Filmografia parziale
- Fantomas 70 (Fantômas), regia di André Hunebelle (1964)
- Tutti pazzi meno io (Le Roi de coeur), regia di Philippe de Broca (1966)
- Operazione San Gennaro, regia di Dino Risi (1966)
- Matchless, regia di Alberto Lattuada (1966)
- Operazione San Pietro, regia di Lucio Fulci (1967)
- Stuntman, regia di Marcello Baldi (1968)
- Calma ragazze, oggi mi sposo (Le Gendarme se marie), regia di Jean Girault (1968)
- Un colpo all'italiana (The Italian Job), regia di Peter Collinson (1969)
- Città violenta, regia di Sergio Sollima (1970)
- 6 gendarmi in fuga (Le Gendarme en balade), regia di Jean Girault (1970)
- La moglie del prete, regia di Dino Risi (1971)
- Gli scassinatori (Le Casse), regia di Henri Verneuil (1971)
- Aggrappato ad un albero, in bilico su un precipizio a strapiombo sul mare (Sur un arbre perché), regia di Serge Korber (1971)
- Un uomo da rispettare, regia di Michele Lupo (1972)
- Joe Valachi - I segreti di Cosa Nostra, regia di Terence Young (1972)
- Ricatto alla mala, regia di Antonio Isasi-Isasmendi (1972)
- Il serpente (Le Serpent), regia di Henri Verneuil (1973)
- Il clan del quartiere latino (Sans sommation), regia di Bruno Gantillon (1973)
- Tony Arzenta, regia di Duccio Tessari (1973)
- Dio, sei proprio un padreterno!, regia di Michele Lupo (1973)
- Le folli avventure di Rabbi Jacob (Les Aventures de Rabbi Jacob), regia di Gérard Oury (1973)
- Effetto notte (La Nuit américaine), regia di François Truffaut (1973)
- Il giorno dello sciacallo (The Day of the Jackal), regia di Fred Zinnemann (1973)
- L'insolente - Il più crudele tra quelli della mala (L'Insolent), regia di Jean-Claude Roy (1973)
- La polizia incrimina, la legge assolve, regia di Enzo G. Castellari (1973)
- Milano trema: la polizia vuole giustizia, regia di Sergio Martino (1973)
- ...altrimenti ci arrabbiamo!, regia di Marcello Fondato (1974)
- Il poliziotto è marcio, regia di Fernando Di Leo (1974)
- Il braccio violento della legge Nº 2 (French Connection II), regia di John Frankenheimer (1975)
- Flic Story, regia di Jacques Deray (1975)
- La pupa del gangster, regia di Giorgio Capitani (1975)
- Lo zingaro (Le Gitan), regia di José Giovanni (1975)
- Appuntamento con l'assassino (L'Agression), regia di Gérard Pirès (1975)
- Il poliziotto della brigata criminale (Peur sur la ville), regia di Henri Verneuil (1975)
- Lo sparviero (L'Alpagueur), regia di Philippe Labro (1976)
- Una Magnum Special per Tony Saitta, regia di Alberto De Martino (1976)
- Uomini si nasce poliziotti si muore, regia di Ruggero Deodato (1976)
- Poliziotto sprint, regia di Stelvio Massi (1977)
- Morte di una carogna (Mort d'un pourri), regia di Georges Lautner (1977)
- Ragione di stato (La Raison d'État), regia di André Cayatte (1978)
- Viaggio con Anita, regia di Mario Monicelli (1979)
- Tre uomini da abbattere (Trois hommes à abattre), regia di Jacques Deray (1980)
- Per la pelle di un poliziotto (Pour la peau d'un flic), regia di Alain Delon (1981)
- Joss il professionista (Le Professionnel), regia di Georges Lautner (1981)
- Car Crash, regia di Antonio Margheriti (1981)
- L'asso degli assi (L'As des as), regia di Gérard Oury (1982)
- Professione: poliziotto (Le Marginal), regia di Jacques Deray (1983)
- Delitto in Formula Uno, regia di Bruno Corbucci (1984)
- C'era una volta in America (Once Upon a Time in America), regia di Sergio Leone (1984)
- 007 - Bersaglio mobile (A View to a Kill), regia di John Glen (1985)
- Joan Lui - Ma un giorno nel paese arrivo io di lunedì, regia di Adriano Celentano (1985)
- Target - Scuola omicidi (Target), regia di Arthur Penn (1985)
- Frantic, regia di Roman Polański (1988)
- Once a Thief, regia di John Woo (1991)
- S.P.Q.R. - 2000 e mezzo anni fa, regia di Carlo Vanzina (1994)
- GoldenEye, regia di Martin Campbell (1995)
- Taxxi (Taxi), regia di Gérard Pirès (1998)
- Taxxi 2 (Taxi 2), regia di Gérard Krawczyk (2000)
- Il codice Da Vinci (The Da Vinci Code), regia di Ron Howard (2006)

## Opere
- (FR) Rémy Julienne, Silence… on casse !, Paris, Flammarion, 1978, ISBN 2080650211.
- (FR) Rémy Julienne, Ma vie en cascades, Paris, Calmann-Lévy, 2009, ISBN 978-2-84612-259-7.